# 截萼红丝线
截萼红丝线（学名：Lycianthes subtruncata），为茄科红丝线属下的一个植物种。